# Bonaccorso Pitti

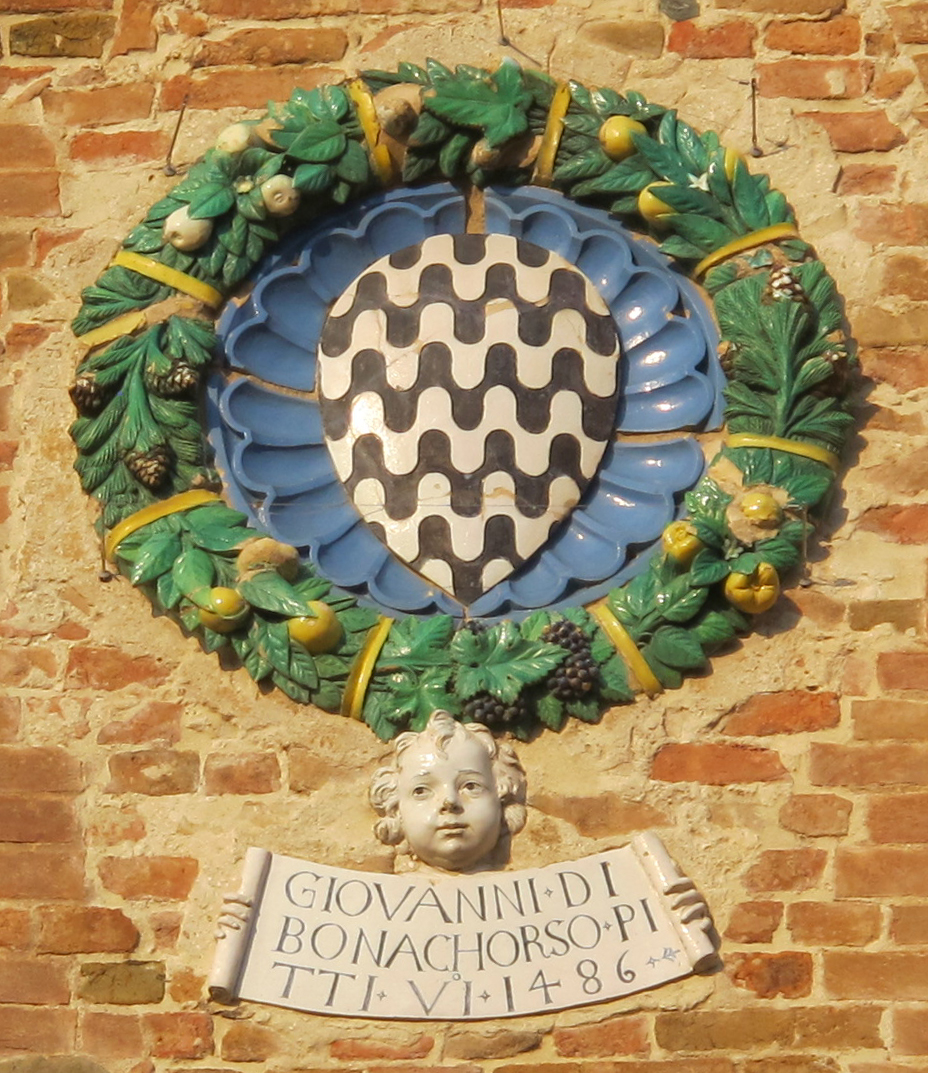
Palazzo vicariale di Certaldo, facciata, stemma di Bonaccorso Pitti, 1486

Bonaccorso Pitti (Firenze, 25 aprile 1354 – Firenze, 1432) è stato uno scrittore, diplomatico, politico, mercante e giocatore d'azzardo italiano.

## Biografia
Era figlio di Neri di Bonaccorso Pitti e di Curradina di Giovanni di Ubertino degli Strozzi e apparteneva ad una famiglia di commercianti e di lanaioli - di parte guelfa - proprietari di terre della Val di Pesa ed emigrati a Firenze nel XIII secolo, dove nel 1283 ottennero l'accesso alla signoria. Figura complessa, in Bonaccorso Pitti convivevano virtù cittadine e retaggi cavallereschi, gusto del gioco e qualità civili, spirito d'avventura ed onore e senso dello Stato. Rimase sempre fedele agli ideali oligarchici di parte guelfa.
Morto il padre Neri, nel 1374, Buonaccorso fu inviato a Venezia presso un cugino, a far pratica di commercio. Nel 1375 accompagnò il mercante Matteo dello Scelto Tinghi a Genova, a Pavia, a Nizza e ad Avignone. Nel 1376 era in Ungheria, per contribuire alla vendita di una partita di zafferano, quando si ammalò; ma col gioco d'azzardo vinse somme ingenti che gli permisero di tornare ricco a Firenze.
Dopo il tumulto dei Ciompi (1378) - azione violenta in cui il popolo minuto e la borghesia chiedeva il diritto di associazione e la partecipazione alla vita pubblica - Bonaccorso Pitti fuggì a Pisa, in casa di Matteo Tinghi, anche perché aveva ucciso uno scalpellino. Nel 1380 fu coinvolto nell'uccisione di Matteo di Ricco Corbizi da parte di Niccolò di Betto Bardi, tiratore di lana e futuro padre di Donatello. Fuggì quindi a Lucca, a Genova, a Verona, poi in Romagna. Tornò in Toscana, quando Carlo III d'Angiò-Durazzo provò a rovesciare il regime che deteneva il potere a Firenze. Si recò a Parigi, poi a Bruxelles - invitato dal mercante fiorentino Bernardo di Cino Nobili, per sfidare al gioco Venceslao di Lussemburgo, duca di Brabante - quindi in Inghilterra e nuovamente a Parigi.
Buonaccorso Pitti tornò a Firenze nell'estate del 1382, poi andò in Francia, dove fu testimone di fatti della Guerra dei cent'anni. Tornò a Firenze nel 1385 e nel 1386 e qui si stabilì definitivamente, nel 1391, per esercitare l'arte della lana, dopo aver peregrinato in Europa in veste di ambasciatore e anche di giocatore professionista, in società con mercanti, con principi e cortigiani.

### Attività diplomatica
Nel 1391, in qualità membro della magistratura fiorentina degli Otto di Guardia e Balia, si legò a personaggi influenti, come il letterato e politico Coluccio Salutati, ed ebbe incarichi pubblici - a Firenze e come ambasciatore di Firenze - data anche la padronanza del francese. Nel 1394 rappresentò Firenze presso il signore di Coucy, ad Asti; a Parigi fu inviato presso Carlo VI di Francia e presso Luigi I di Valois-Orléans, fratello del re. Nel 1396 fu ad Avignone, partecipando ad un'ambasciata a papa Benedetto XIII. Si recò presso Isabella di Baviera, regina di Francia, nel 1396, per mediare una lega tra Firenze e la Francia contro Giangaleazzo Visconti, ma la lega non ebbe efficacia.
All'elezione di Roberto del Palatinato a Re dei Romani (20 agosto 1400), Bonaccorso Pitti fu a lui inviato come ambasciatore, per sollecitarne l'impegno contro Giangaleazzo Visconti che minacciava sempre Firenze. Il racconto di questa missione del 1401, in Germania e nel Veneto, si legge nell'Introduzione ai suoi Ricordi (editi per la prima volta nel 1720). Nel 1416 fu ambasciatore a Foligno e nel 1422 a Venezia.
Nel 1407-1408 Pitti si recò in Francia, per ottenere la liberazione degli ambasciatori Bartolomeo Popoleschi e Bernardo Guadagni, arrestati in rappresaglia dopo la conquista fiorentina di Pisa e imprigionati nelle Fiandre da Giovanni di Borgogna, detto il Cavaliere senza paura. Nel 1410, con Alamanno Salviati andò a Roma, per sostenere Luigi II d'Angiò contro il re di Napoli Ladislao di Durazzo, e assoldò per Firenze il condottiere Michele Sforza da Cotignola. Nel 1419 fece parte dell'ambasceria, inviata a Castrocaro dal papa Martino V, per accompagnarlo a Firenze, dove il pontefice aveva fissato la propria sede, in attesa della fine dei torbidi e dell'anarchia che sconvolgeva Roma.

### A Firenze e Dominio
Dopo la pace tra Firenze e il re Ladislao di Napoli (1410) Bonaccorso Pitti fu scelto tra gli scrutinatori dell'arte della lana e per sette volte vi ricoprì la carica di console. Nel 1413 fu arrestato, assieme al fratello Bartolomeo, per presunte rivelazione di segreti agli ambasciatori del re Ladislao, azione in realtà commessa da un altro fratello, Luigi. Nel 1417 e nel 1422 rivestì a Firenze la carica di Gonfaloniere di Giustizia. Fu capitano di Pisa e di Pistoia, vicario della Valdinievole e podestà di San Gimignano e di Montepulciano.
Morì nel 1432, in data imprecisata fra l'8 agosto e il 28 dicembre. Aveva firmato nel 1393, con i Corbizi, una tregua formale, premessa alla pace definitiva fra le due famiglie, siglata nel 1399. Tentò invano di convincere papa Alessandro V a concedere l'ospedale di Altopascio ad un suo nipote. La revoca di legati in beneficenza nel suo testamento definitivo (17 marzo 1425) indicano forse insorte difficoltà economiche negli ultimi anni di vita.

### I suoiRicordi
Mercante, politico, ambasciatore, scrittore e verseggiatore, a sessant'anni, nel 1412, Bonaccorso Pitti iniziò a scrivere i suoi Ricordi e li continuò fino al 1430. Per ricchezza di informazioni e per giudizi su avvenimenti storici, sono importanti per comprendere la mentalità dei mercanti fiorentini del tempo e lo spirito d'avventura dello scrittore. La sua Cronaca serviva anche ad affermare il diritto della sua famiglia a partecipare alla gestione dello Stato. I Ricordi sono basati su fonti orali, come su documenti scritti ed ufficiali. Narrò episodi di cronaca - cui forse assistette in prima persona - e le sue ambascerie e si dilungò su amori avventurosi, motteggi, gioco d'azzardo ed episodi di guerra, ostentando la nobiltà e il lusso della sua famiglia e del suo personale status. Al termine, stese un elenco ordinato delle cariche amministrative, avute a Firenze nel territorio dello Stato fiorentino e terminò con due calendari perpetui. Il testo è scarno, ma efficacemente rappresentata la vita a Firenze.
Ha lasciato anche poesie, una a lui attribuita da un recente studio. Nel 1427, quando era podestà di Prato, copiò il testo ufficiale della Leggenda della cintola di Maria, rimasto inedito.
Di Bonaccorso Pitti resta anche una canzone, dal titolo Fortuna, pubblicata nel 1906.

## Matrimonio e discendenza
Sposò il 12 novembre 1391 Francesca di Luca di Piero Albizzi, che gli diede 13 figli:
- Luca (1º giugno 1395-10 marzo 1473), Gonfaloniere di Giustizia nel 1448 e nel 1453, tentò una rivolta contro i Medici nel 1458
- Camilla (24 dicembre 1398-prima del 1412)
- Rinieri (settembre 1400-prima del 1412)
- Roberto (25 aprile 1402-?), Gonfaloniere di giustizia nel 1445
- Curradina (29 ottobre 1403-poco dopo)
- Curradina (II) (12 settembre 1404-?)
- Neri Cipriano (4 novembre 1405-?), capostipite di un ramo che si estinse in Baccio di Cosimo, morto nel 1747 in Spagna dove si era trasferito per ragioni di commercio
- Maddalena (15 agosto 1407-?), sposò in prime nozze il 30 maggio 1423 Rosso di Giovanni di Niccolò Medici (1377-31 luglio 1429) e in seconde nozze Bernardo di Uguccione Uguccioni
- Francesco (20 ottobre 1408-?)
- Primavera (22 ottobre 1409-?), sposò il 25 maggio 1427 Stefano di Nello di ser Bartolommeo Nelli
- Piero Vittorio (23 luglio 1410-poco dopo)
- Camilla Gaia (16 agosto 1413-?)
- Luigi Gimignano (22 novembre 1417-c.1475), Podestà di Cremona nel 1444 e di Milano nel 1455, 1456 e 1460

## Opere
- Ricordi. In: Mercanti scrittori: ricordi nella Firenze tra Medioevo e Rinascimento, a cura di Vittore Branca, Milano: Rusconi, 1986
- Veronica Vestri (a cura di), Ricordi / Bonaccorso Pitti; prefazione di Stefano U. Baldassarri, Firenze, Firenze University press, 2015, SBN UFI0629082.[9]
- Antonio Lanza (a cura di), Lirici toscani del Quattrocento, Roma, Bulzoni, 1975, pp. 275-279, SBN NAP0140947. (Per le liriche di Bonaccorso Pitti)

## Documentazione
Documenti che riguardano Bonaccorso Pitti si conservano alla Biblioteca nazionale di Firenze (Poligrafo Gargani) e all'Archivio di Stato di Firenze (Fondi: Signori, Legazioni e Commissarie, Elezioni, istruzioni, lettere - Signori, Missive della prima cancelleria - Acquisti e Doni - Giudice degli Appelli e Nullità - Notarile antecosimiano - Regesta Imperii, Regg. Pfalzgrafen 2. Ruprecht I).